# 키넌 윈
키넌 윈(Keenan Wynn, 1916년 7월 27일 ~ 1986년 10월 14일)는 미국의 배우, 성우이다.

## 출연 작품
- 블랙 문 라이징 (1986년) - 아이런 존 역
- 멋쟁이 사기꾼 (1984년)
- 히스테리컬 (1983년)
- 돌아온 0011 나폴레옹 솔로 (1983년)
- 라스트 유니콘 (1982년)
- 베스트 프렌드 (1982년)
- 당신이 원하는 것을 말해요 (1980년)
- 더 크로너스 호러 (1979년)
- 더 다크 (1979, The Dark)
- 아프리카 불시착 (1979년)
- 보물 사냥 (1979년)
- 썬번 (1979년)
- 레이저블래스트 (1978년)
- 식인어파라나 (1978년) - 잭 역
- 쉐기 D.A. (1976년)
- 킬러 인사이드 미 (1976년)
- 칼라타칸 구출 작전 (1976년)
- 내쉬빌 (1975년)
- 인터니신 프로젝트 (1974년)
- 허비 - 돌아오다 (1974년)
- 설원 특급 (1972년)
- 냉혈인 (1972년)
- 산타 클로스 인 커밍 투 타운 (1970년)
- 비바 맥스 (1969년)
- 맥켄나의 황금 (1969년)
- 피니안의 무지개 (1968년)
- 옛날 옛적 서부에서 (1968년) - 보안관 역
- 경고 사격 (1967년)
- 포인트 블랭크 (1967년) - 요스트 역
- 워 웨곤 (1967년)
- 프라미스 허 애니씽 (1965년) - 엔젤로 카렐리 역
- 그레이트 레이스 (1965년) - 헤제카이어 스터디 역
- 전세계 바다 밑 (1965년)
- 팻시 (1964년)
- 해변 파티 3 - 비키니 비치 (1964년)
- 에밀리를 미국 사람으로 만들기 (1964년)
- 닥터 스트레인지러브 (1964년)
- 맨 인 더 미들 (1963년)
- 건망증 선생님 2 (1963년)
- 전투 (1962년)
- 건망증 선생님 (1961년)
- 홀 인 더 헤드 (1959년)
- 퍼펙트 퍼로 (1959년)
- 검은함정 (1958년)
- 사랑할 때와 죽을 때 (1958년)
- 물 가까이 가지 마라 (1957년)
- 딥 식스 (1957년)
- 회색 양복을 입은 사나이 (1956년) - Sgt. 카사르 가델라 역
- 그레이트 맨 (1956년)
- 유리 구두 (1955년)
- 멘 오브 더 파이팅 레이디 (1954년) - Lt. Comdr. 테드 돗슨 역
- OK 부부의 신혼 여행 (1954년)
- 배틀 서커스 (1953년)
- 키스 미 케이트 (1953년)
- 형제는 용감했다 (1953년)
- 스커트 어호이 (1952년)
- 벨 오브 뉴욕 (1952년)
- 용감한 페이건 (1952년)
- 낯선 사람으로부터의 전화 (1952년)
- 이츠 어 빅 컨트리 (1951년)
- 텍사스 카니발 (1951년)
- 로얄 웨딩 (1951년) - 어빙 클린거 / 에드가 클린거 역
- 카인드 레이디 (1951년)
- 외야의 천사들 (1951년)
- 쓰리 리틀 워즈 (1950년)
- 러브 댓 브루트 (1950년)
- 애니여 총을 잡아라 (1950년) - 찰리 대번포트 역
- 댓 미드나잇 키스 (1949년)
- 넵툰의 딸 (1949년)
- BF의 딸 (1948년)
- 삼총사 (1948년)
- 헉스터 (1947년)
- 스릴 오브 브라질 (1946년)
- 노 리브, 노 러브 (1946년)
- 이지 투 웨드 (1946년)
- 지그펠드 폴리스 (1946년)
- 왓 넥스트 코포럴 하그로브 (1945년)
- 님은 가시고 (1944년)
- 길 잃은 천사 (1943년)

### 텔레비전
- 서부의 형제 (1976년)
- 댈러스 (1979-80)
- 선셋 77번가 (1958년)
- 닥터 게논 (1969년)
- 스튜디오 원 (1948년)
- 영광의 파일럿 (1984-85, Call to Glory)